# Vad har min själ till vinning kvar
Vad har min själ till vinning kvar är en nyårspsalm av Axel Fredrik Runstedt. 
Melodin har en tonsättning av Burkhard Waldis från 1553. I Koralbok för Nya psalmer, 1921 anges att melodin är samma som till psalmen Hjälp mig, min Gud, ack, fräls min själ av Johan Olof Wallin (1819 nr 184).

## Publicerad i
- Nya psalmer 1921 som nr 517 under rubriken "Kyrkans högtider: Nyår".